# Bratislava (Region)
Die (Tourismus-)Region Bratislava (slowakisch Bratislavský región (cestovného ruchu)) ist eine der Tourismusregionen der Slowakei. Sie umfasst den Großraum Bratislava. Im Westen bzw. Süden wird die Region durch die Staatsgrenzen zu den Ländern Österreich bzw. Ungarn begrenzt.
Sie umfasst somit folgende Bezirke der Slowakei:
- Bratislava (in fünf weitere Einheiten unterteilt)
- Malacky (nur die Gemeinden Borinka, Stupava und Marianka)
- Pezinok
- Senec (außer den Gemeinden Hamuliakovo und Kalinkovo)